# Banea, Bulgaria
Banea (în bulgară Баня) este un oraș în comuna Karlovo, regiunea Plovdiv,  Bulgaria. 

## Demografie
Componența etnică a orașului Banea
     Bulgari (72,89%)
     Romi (17,82%)
     Nicio identificare (8,79%)
     Altele (0,62%)
La recensământul din 2011, populația orașului Banea era de 3.512 locuitori. Din punct de vedere etnic, majoritatea locuitorilor (72,89%) erau bulgari, cu o minoritate de romi (17,82%). Pentru 8,79% din locuitori nu este cunoscută apartenența etnică.